# John Hay
Lord John Hay (23. srpna 1827, Ženeva, Švýcarsko – 4. května 1916, Fulmer Place, Buckinghamshire, Anglie) byl britský admirál. V královském námořnictvu sloužil od roku 1839 a vynikl účastí v několika válkách. Později dosáhl vysokého postavení, zastával funkce velitele v Lamanšském průlivu (1877–1879) a ve Středozemním moři (1883–1886). V roce 1886 byl krátce prvním námořním lordem a v roce 1888 dosáhl nejvyšší možné hodnosti velkoadmirála. V roce 1892 odešel do penze.

## Životopis

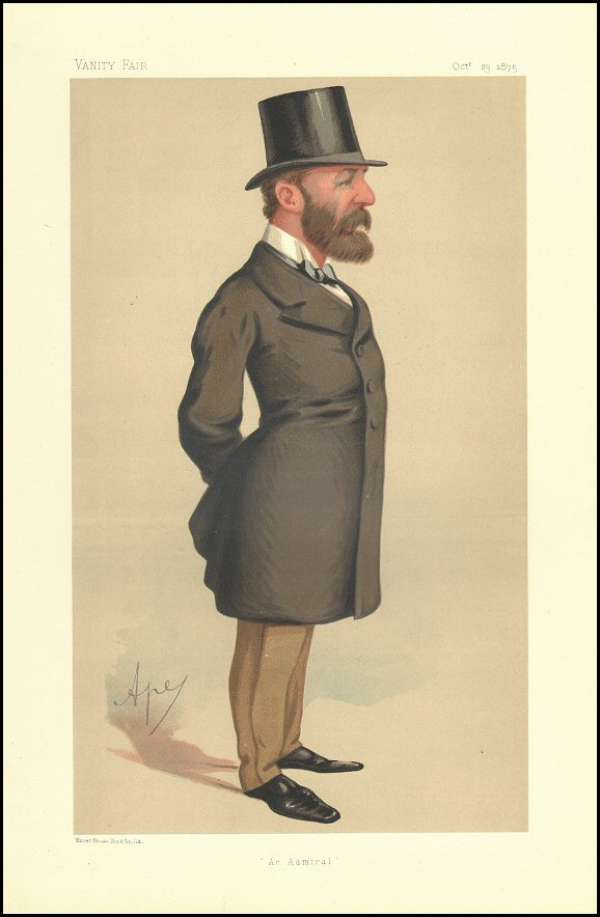
Karikatura admirála Johna Haye z denního tisku (1875)

Pocházel ze staré skotské šlechtické rodiny, narodil se jako čtvrtý syn polního maršála George Haye, 8. markýze z Tweeddale (1787–1876), po matce Susan (1797–1870) byl potomkem rodu Montagu a vnukem 5. vévody z Manchesteru. Jako mladší syn markýze užíval John celý život titul lorda. Do Royal Navy vstoupil v roce 1839, zúčastnil se první opiové války a již v roce 1846 byl poručíkem. Poté sloužil ve Středomoří a v roce 1851 byl povýšen na komandéra. Později byl aktivním účastníkem krymské války, při obléhání Sevastopolu byl zraněn, načež obdržel francouzský Řád čestné legie a turecký Řád Medžidie. V roce 1854 dosáhl hodnosti kapitána a o rok později získal Řád lázně. V letech 1857–1859 byl poslancem Dolní sněmovny, po návratu do aktivní služby na moři bojoval v druhé opiové válce a v hodnosti komodora poté služil u břehů Indie a Číny.
V roce 1865 znovu kandidoval ve volbách do Dolní sněmovny za irský Belfast, ale neúspěšně. Znovu byl poslancem v letech 1866–1871 a v roce 1866 krátce zastával funkci civilního lorda admirality, v politice patřil k liberálům. V letech 1868–1871 byl mladším námořním lordem. V roce 1871 dosáhl hodnosti kontradmirála a v letech 1875–1877 byl zástupcem velitele v Lamanšském průlivu, poté v této oblasti zastával funkci vrchního velitele (1877–1879). Mezitím byl povýšen na viceadmirála (1877) a v návaznosti na rozhodnutí Berlínského kongresu byl vyslán do Středomoří, aby převzal kontrolu nad Kyprem (1878). V letech 1880–1883 zastával funkci druhého námořního lorda a poté byl vrchním velitelem ve Středozemním moři (1883–1886). V této funkci byl povýšen na admirála (1884) a v roce 1885 z moře podporoval tažení generála Gordona do Súdánu, za které obdržel poděkování obou komor parlamentu.
Ve třetí vládě Williama Gladstona zastával krátce funkci prvního námořního lorda (1886). Téhož roku obdržel velkokříž Řádu lázně a v letech 1887–1892 byl velitelem v přístavu Plymouth. V roce 1888 dosáhl nejvyšší možné hodnosti velkoadmirála (Admiral of the Fleet) a v roce 1892 odešel do soukromí. Formálně do výslužby byl odeslán v roce 1897. Zemřel ve věku 88 let na zámku Fulmer Place v hrabství Buckinghamshire, který koupil v roce 1873.
V roce 1876 se oženil s Christinou Lambertovou (1850–1932), dcerou důlního podnikatele a poslance Dolní sněmovny Nathaniela Lamberta. Z jejich manželství pocházely čtyři děti, synové John Arthur Hay (1877–1944) a Thomas William Hay (1882–1956) sloužili u Royal Navy a Royal Air Force.
Díky sňatkům svých sester měl blízké příbuzenské vazby na řadu dalších osobností té doby, jeho švagry byli například indický generální guvernér James Broun–Ramsay, 1. markýz z Dalhousie (1812–1860) nebo ministr pro Irsko Sir Robert Peel (1822–1895), mladší syn premiéra Roberta Peela.